# Tuftonboro (Nova Hampshire)
Tuftonboro é uma cidade no condado de Carroll, New Hampshire, Estados Unidos. A população era de 2.387 pessoas no censo de 2010. Limitada a sudoeste pelo Lago Winnipesaukee, Tuftonboro abrange as localidades de Tuftonboro Corner, Centre Tuftonboro, Melvin Village e Mirror Lake.

## Geografia
De acordo com o United States Census Bureau, a cidade tem uma área total de 50.0 sq mi (129 km2), dos quais 41.0 sq mi (106 km2)  é terra e 9.0 sq mi (23 km2) é água, abrangendo 18,07% da cidade.